# Janica Rauma
Janica Johanna Rauma (* 24. Juni 1986 in Forssa als Janica Mäkelä) ist eine finnische Leichtathletin, die sich auf den Hindernislauf spezialisiert hat.

## Sportliche Laufbahn
Erste internationale Erfahrungen sammelte Janica Rauma bei der Sommer-Universiade in Shenzhen, bei der sie mit 10:05,76 min im Vorlauf ausschied. 2018 qualifizierte sie sich dann für die Europameisterschaften in Berlin, erreichte aber auch dort mit 9:41,70 min das Finale.
2020 wurde Rauma finnische Meisterin im Hindernislauf.

## Persönliche Bestleistungen
- 5000 Meter: 16:02,24 min, 23. August 2018 in Lappeenranta
- 3000 m Hindernis: 9:41,70 min, 10. August 2018 in Berlin